# Point24
Point24 war eine Gratiszeitung in Luxemburg, welche erstmals am 27. November 2007 erschien und bis Dezember 2012 herausgegeben wurde. Die Zeitung hatte anfangs 16 Seiten und wurde von Montag bis Freitag im für Tageszeitungen gängigen, „klassischen“ Format DIN A3 publiziert. Im Gegensatz zum lokalen Konkurrenzprodukt L’Essentiel war sie dabei nicht vollständig in französischer Sprache verfasst, sondern in die Anlehnung an die traditionelle Tagespresse in Luxemburg zunächst mehrheitlich deutschsprachig, allerdings mit einem zunehmend umfangreicheren französischsprachigen Teil. Interessant war hierbei, dass die Artikel in den beiden Sprachen dabei nicht vermischt wurden, sondern dass die Zeitung auf der Vorderseite deutschsprachig war und auf der Rückseite, bzw. 2. Vorderseite um 180 Grad gedreht mit Artikeln auf Französisch begann.
Seit dem 10. Januar 2011 wurde Point24 im „handlicheren“ DIN-A4-Format (das übliche Format für Zeitschriften) gedruckt, bestand bis zur Einstellung aus 32 Seiten und hatte eine Auflage von etwa 60.000 Exemplaren. Die Ausgaben erscheinen seitdem weiterhin von Montag bis Freitag, aber im Doppel- bzw. Dreierpack: Für die luxemburgischen/deutschen Leser gab es eine deutschsprachige Ausgabe mit Cyan-blauem Logo und für die frankophone Leserschaft (z. B. Franzosen, Portugiesen oder wallonische Grenzgänger aus Belgien) eine französischsprachige Ausgabe mit Magenta-rotem Logo. Zusätzlich gab es zweimal wöchentlich eine Ausgabe mit Gift-grünem Logo rein auf Portugiesisch, die sich an die große Zielgruppe portugiesischer Einwanderer in Luxemburg richtete.
Herausgeber war das Verlagshaus Saint Paul Luxembourg S.A (früher Sankt Paulus Druckerei), welches bereits seit 1848 mit dem Luxemburger Wort auch die erste und größte Tageszeitung des Landes betreibt. Wie Gratiszeitungen in anderen Ländern wurde Point24 an hoch frequentierten Punkten wie Bahnhöfen, Bushaltestellen, Tankstellen und gut besuchten Geschäften verteilt. Während in Europa sonst kostenlose Zeitungen vor allem in Ballungsräumen vertrieben werden, war Point24 aber im gesamten Land erhältlich. Während der Ferien- und Urlaubszeit wurde Point24 üblicherweise vom 1.–31. August nicht von der Redaktion publiziert.
Inhaltlich deckte Point24 alle Bereiche einer Tageszeitung ab, jedoch in deutlich reduziertem Umfang. Die internationale Berichterstattung wurde größtenteils durch Agenturmeldungen bestritten, die meist von der deutschen (dpa) oder französischen Presseagentur Agence France-Presse (AFP) stammen. Daneben gab es u. a. einen kurzen Lokal- und Sportteil, VIP-News, eine Wettervorhersage, Ankündigungen zu Kinovorstellungen und Kulturveranstaltungen und einen auf die jeweilige Sprecherzielgruppe zugeschnittenen Auszug aus dem täglichen Fernsehprogramm der wichtigsten TV-Sender in Luxemburg bzw. im deutschen oder französischen Ausland.